# Enpartistat
En enpartistat är en auktoritär stat där ett enda politiskt parti tillåts bilda regering. Oppositionspartier och liknande politiska motståndsorganisationer är i varierande grad olagliga eller helt underkastade det styrande partiets kontroll. Enpartistater bygger på modeller för enpartisystem, och liknar en diktatur. Enpartistater kallas därför ofta för partidiktaturer.
Även om likhetstecken inte kan sättas mellan enpartistater och kommunistiska stater (även många icke-kommunistiska auktoritära regimer har förlitat sig på ett enda parti för sin maktställning) kan dessa stater användas som exempel på auktoritära system och hur makten konsolideras till ett monopolparti.

## Definition
Exempel på enpartistater i dag är Folkrepubliken Kina, Kuba, Vietnam, Turkmenistan Syrien, och Demokratiska Folkrepubliken Korea. I flera av dessa länder existerar kandidater som är oberoende eller tillhör mindre partier även om dessa erhåller endast symbolisk representation.
Sovjetunionen är ett historiskt exempel på ett ökänt enpartisystem, där partiets uppbyggnad motsvarade statsapparaten och översåg denna på samtliga nivåer. Även Tyskland under den så kallade Hitlertiden, Italien under Mussolini samt Portugal under Salazaråren var reella enpartistater under NSDAP, PNF respektive Nationell union.
Även en del demokratiska länder har eller har haft en sorts enpartisystem av olika skäl. I Mexiko ställde länge enbart Institutionella revolutionära partiet (PRI) upp i allmänna val, trots att andra partier inte var förbjudna. PRI:s metoder var dels att populistiskt anpassa sig efter folkopinionen, dels att köpa över eller kompromissa med oppositionella personer till att ingå i PRI. I Singapore har regeringspartiet People’s Action Party och erhållit betryggande majoritet i samtliga val sedan självständigheten 1965, bland annat genom att stämma oppositionskandidater, genom lagar utestänga bland annat personer med brottsregister från att ställa upp i val samt att kontrollera lokala medier.